# Expoziția Universală 2010
Expoziția Universală 2010 (Shanghai World Expo 2010 în engleză, 2010年世界博覽會 în chineză) este deschisă în Shanghai, China, între 1 mai și 31 octombrie 2010. Tema expoziției este "Oraș îmbunătățit, viață îmbunătățită", reprezentând statutul noul al Shanghai-ului ca un important centru economic și cultural. Expoziția are loc într-un cartier special amenajat, cu o suprafață de 5,28 km², situat între podurile Lupu și Nanpu, pe ambele maluri ale râului Huangpu. Pentru expoziție s-a construit o linie rapidă de tren, de tip Maglev, între Shanghai, cartierul expoziției și Hangzhou, existând deja o linie Maglev între Aeroportul Internațional Pudong și centrul orașului (prima linie comercială Maglev din lume).

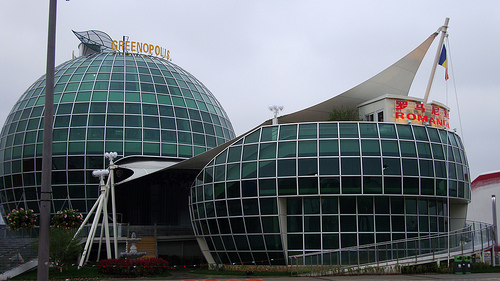
Pavilionul românesc